# Route nationale 1 (Madagascar)
La route nationale 1 (RN 1) è una strada statale del Madagascar, lunga 124 km, che collega la capitale Antananarivo a Analavory.